# Julia Hickelsberger-Füller
Julia Hickelsberger-Füller (Sankt Pölten, 1 d'agost de 1999), coneguda esportivament com Julia Hickelsberger, és una futbolista austríaca que juga de migcampista al Hoffenheim i a la selecció femenina d'Àustria.
Va iniciar la seua carrera al SKN St. Pölten de l'ÖFB-Frauenliga, fins que el 2022 fitxa pel TSG 1899 Hoffenheim alemany.